# Соевый жмых
Со́евый жмых — продукт, полученный в результате переработки соевых бобов.
Различают полножирный и полуобезжиренный (остаточная масляничность 6-14 %) жмых:
- Полножирный жмых получают в результате переработки соевых бобов без отделения масла.
- Полуобезжиренный жмых — результат отжима на механическом прессе полножирного жмыха.

Используется для приготовления полноценных комбикормов, кормосмесей как высококачественный белковый ингредиент при откормке с/х животных и птицы, может использоваться и как самостоятельный корм.
Соевый жмых привлек к себе внимание благодаря высокому содержанию белка в семенах культурной сои. Причем белок, содержащийся в семенах, обладает высокой биологической ценностью и усваиваемостью, что делает его незаменимым для животноводов. Кроме высококачественного белка в соевом жмыхе содержатся микроэлементы — кальций, железо, фосфор, марганец и цинк.